# Markt Taschendorf

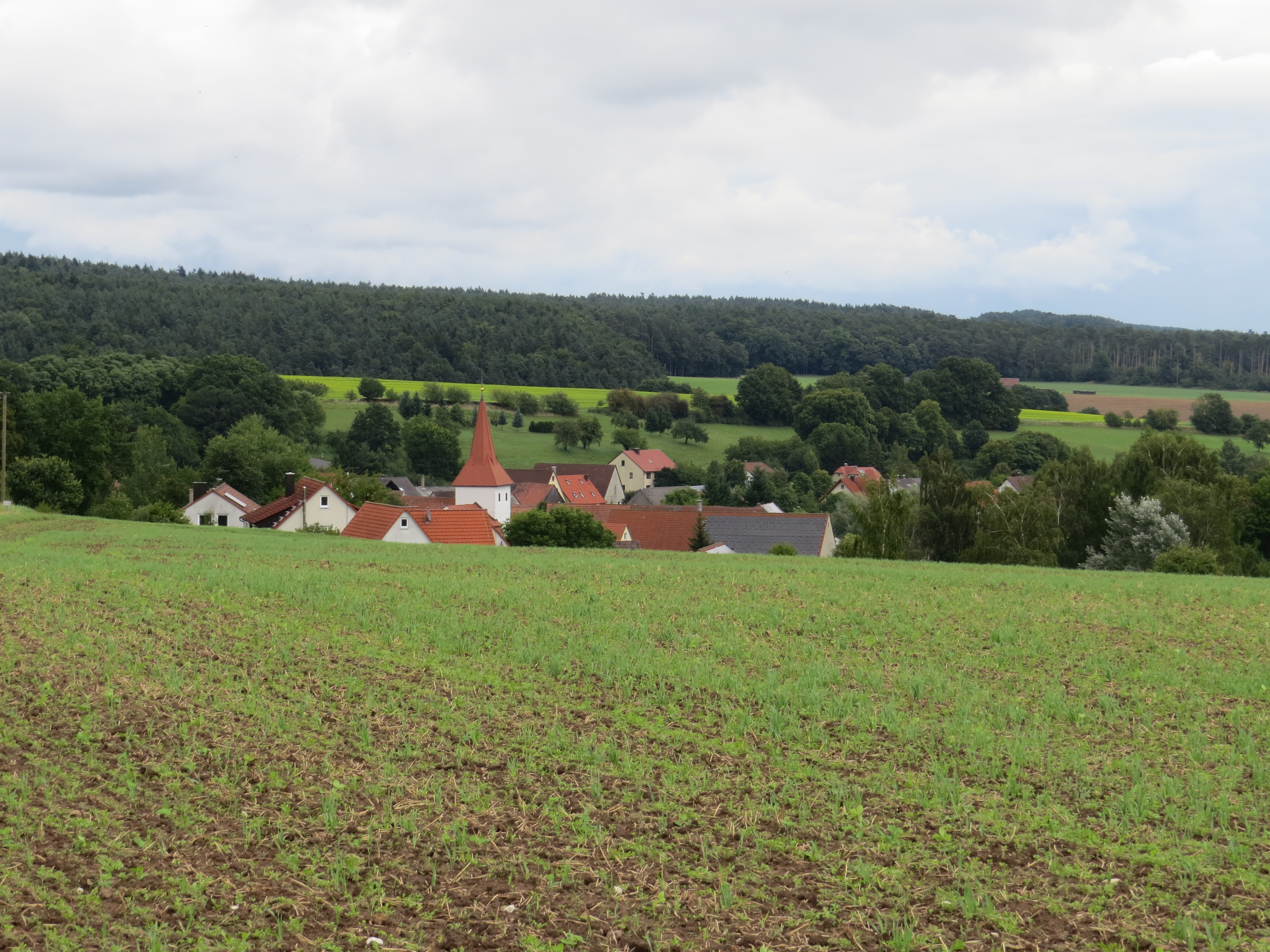
Markt Taschendorf von Südwesten

Markt Taschendorf (fränkisch: Daschndorf)  ist ein Markt im Landkreis Neustadt an der Aisch-Bad Windsheim in Mittelfranken und Mitglied der Verwaltungsgemeinschaft Scheinfeld.

## Geografie

### Geografische Lage
Die von Feldern und Wiesen, teils auch von Wald umgebene Gemeinde liegt in hügeliger Landschaft im südlichen Teil des Steigerwaldes und wird von der Kleinen Weisach durchflossen. Die vom benachbarten Kornhöfstadt kommende Steinach durchfließt die Gemeindeteile Frankfurt, Lachheim und Obersteinbach. Die höchste Erhebung im Gemeindegebiet ist die Hohe Föhre mit 434 m ü. NHN.

### Nachbargemeinden
Nachbargemeinden sind (von Norden beginnend im Uhrzeigersinn): Burghaslach, Vestenbergsgreuth, Münchsteinach, Baudenbach und Scheinfeld.

### Gemeindegliederung
Die Gemeinde hat elf Gemeindeteile (in Klammern ist der Siedlungstyp angegeben):
- Birkach (Dorf)
- Butzenmühle (Einöde)
- Frankfurt (Dorf)
- Hombeer (Dorf)
- Klösmühle (Einöde)
- Lachheim (Dorf)
- Lerchenhöchstadt (Weiler)
- Markt Taschendorf (Hauptort)
- Obersteinbach (Pfarrdorf)
- Obertaschendorf (Dorf)
- Wilhelminenberg (Weiler)

Auf dem Gemeindegebiet lag die Einöde Fallmeister, die im 20. Jahrhundert zur Wüstung wurde.
Es gibt auf dem Gemeindegebiet die Gemarkungen Frankfurt, Hombeer, Markt Taschendorf und Obersteinbach. Die Gemarkung Markt Taschendorf hat eine Fläche von 10,402 km². Sie ist in 951 Flurstücke aufgeteilt, die eine durchschnittliche Fläche von 10937,47 m² haben. In ihr liegen neben dem namensgebenden Ort die Gemeindeteile Butzenmühle und Obertaschendorf.

## Geschichte
Aus der Zeit von 850 bis 550 v. Chr. gibt es Funde von Hügelgräbern in der Gegend. Etwa um das 9. Jahrhundert n. Chr. wurde Taschendorf gegründet.
Im Jahre 1285 wurde der Ort als „Toschendorff“ erstmals urkundlich erwähnt, 1311 mit dem Zusatz „inferior“ (das untere) und 1340 mit dem Zusatz „Nidern“ zur besseren Unterscheidung von dem westlich gelegenen (Ober-)Taschendorf. 1500 erhielt Taschendorf das Marktrecht, 1599 wurde es erstmals „Marck Doschendorff“ genannt. Der Ortsname ist ein slawisch-deutscher Mischname: Das Grundwort ist das mittelhochdeutsche dorf, das Bestimmungswort wahrscheinlich der slawische Personenname Toš.
Man fand Anzeichen von elf untergegangenen Dörfern und Siedlungen in der nächsten Umgebung. Deren Zerfall wurde vermutlich durch Klimaverschlechterung und Hungersnöte im 15. Jahrhundert sowie den Dreißigjährigen Krieg verursacht.
Nördlich der Kleinen Weisach übte die Fraisch die Cent Burghaslach der Grafschaft Castell aus und südlich der Kleinen Weisach das Amt Scheinfeld der gefürsteten Grafschaft Schwarzenberg. Grundherr war das Rittergut Obersteinbach.
Im Jahre 1806 kam Taschendorf zum Königreich Bayern. Im Rahmen des Gemeindeedikts wurde 1808 der Steuerdistrikt Taschendorf gebildet, zu dem Butzenmühle, Obertaschendorf und Hombeer gehörten. Die 1813 gegründete Ruralgemeinde Taschendorf war deckungsgleich mit dem Steuerdistrikt. Sie war bis 1810 in Verwaltung und Gerichtsbarkeit dem Landgericht Scheinfeld zugeordnet und in der Finanzverwaltung dem Rentamt Iphofen. Die freiwillige Gerichtsbarkeit und die Ortspolizei übte bis 1848 das Patrimonialgericht Obersteinbach aus, für ein Anwesen war das Herrschaftsgericht Schwarzenberg zuständig. 1810 kamen die Orte zum Landgericht Höchstadt und zum Rentamt Höchstadt. Am 31. Oktober 1819 wurde die Gemeinde an das Landgericht Neustadt an der Aisch und das Rentamt Neustadt an der Aisch abgegeben. Gleichzeitig wurde Hombeer nach Altershausen umgemeindet. Am 12. Februar 1827 wurde die Gemeinde an das Landgericht Markt Bibart und das Rentamt Iphofen abgegeben.
In der ersten Hälfte des 19. Jahrhunderts führte Gossenberger, der Pächter des Rittergutes Obersteinbach, in seiner Rinderzucht Tiere des gelben Heilbronner Schlags und andere aus Baden ein, die er mit der einheimischen Landrasse kreuzte. Der so entstandene Scheinfelder Schlag wurde um 1834 überregional bekannt und trug zum sich entwickelnden Aufschwung des Neustädter Viehhandels bei.
Ab 1862 gehörte Taschendorf zum Bezirksamt Scheinfeld (1939 in Landkreis Scheinfeld umbenannt) und ab 1879 zum Rentamt Markt Bibart (1919–1929: Finanzamt Markt Bibart, 1929–1972: Finanzamt Neustadt an der Aisch, seit 1972: Finanzamt Uffenheim). Die Gerichtsbarkeit blieb bis 1879 beim Landgericht Markt Bibart, von 1880 bis 1973 war das Amtsgericht Scheinfeld zuständig, seitdem ist es das Amtsgericht Neustadt an der Aisch. Die Gemeinde hatte 1888 eine Gebietsfläche von 10,358 km², die sich 1904 8,787 km² verringerte.

### 20. Jahrhundert
Am 2. Februar 1963 wurde der Gemeindename von Taschendorf amtlich in Markt Taschendorf geändert.
Von 1973 bis 1984 wurde die Flurbereinigung durchgeführt, 1987 die Dorferneuerung abgeschlossen.

### Eingemeindungen
Im Zuge der Gebietsreform in Bayern wurden am 1. Januar 1972 die Gemeinden Frankfurt (mit Klösmühle) und Obersteinbach (mit Lachheim, Lerchenhöchstadt und Wilhelminenberg) sowie Teile der aufgelösten Gemeinden Altershausen (nur Hombeer) und Kornhöfstadt (nur Birkach) eingegliedert.
Vor der Gebietsreform gehörte Hombeer zum ehemaligen Landkreis Neustadt an der Aisch, alle anderen Gemeindeteile zum ehemaligen Landkreis Scheinfeld.

### Einwohnerentwicklung
Im Zeitraum 1988 bis 2018 stieg die Einwohnerzahl von 943 auf 985 um 42 Einwohner bzw. um 4,5 %.
Gemeinde Markt Taschendorf
| Jahr      | 1824   | 1840   | 1852   | 1861   | 1867   | 1871   | 1875   | 1880   | 1885   | 1890   | 1895   | 1900   | 1905   | 1910   | 1919   | 1925   | 1933   | 1939   | 1946   | 1950   | 1961   | 1970   | 1987   | 2007   | 2012   | 2016   |
| Einwohner | 609    | 459    | 481    | 457    | 484    | 487    | 485    | 483    | 485    | 430    | 418    | 418    | 422    | 439    | 406    | 401    | 367    | 353    | 517    | 493    | 375    | 432    | 960    | 1029   | 1004   | 1003   |
| Häuser    | 91     | 75     |        |        |        | 77     |        |        | 79     |        |        | 80     |        |        |        | 74     |        |        |        | 76     | 79     |        | 260    |        |        | 354    |
| Quelle    | [ 10 ] | [ 17 ] | [ 18 ] | [ 19 ] | [ 18 ] | [ 20 ] | [ 18 ] | [ 18 ] | [ 12 ] | [ 18 ] | [ 18 ] | [ 13 ] | [ 18 ] | [ 18 ] | [ 18 ] | [ 21 ] | [ 18 ] | [ 18 ] | [ 18 ] | [ 22 ] | [ 23 ] | [ 24 ] | [ 25 ] | [ 26 ] | [ 26 ] | [ 26 ] |

Ort Markt Taschendorf
| Jahr      | 001824 | 001840 | 001861 | 001871 | 001885 | 001900 | 001925 | 001950 | 001961 | 001970 | 001987 | 002014 |
| Einwohner | 376    | 344    | 351    | 361    | 367    | 321    | 311    | 366    | 267    | 299    | 312    | 482    |
| Häuser    | 50     | 57     |        |        | 60     | 61     | 58     | 58     | 60     |        | 98     |        |
| Quelle    | [ 10 ] | [ 17 ] | [ 19 ] | [ 20 ] | [ 12 ] | [ 13 ] | [ 21 ] | [ 22 ] | [ 23 ] | [ 24 ] | [ 25 ] | [ 27 ] |

## Politik

### Marktgemeinderat
Die Gemeinderatswahlen seit 2002 führten zu folgenden Sitzverteilungen im Marktgemeinderat:
| Partei/Liste             | 2020 | 2014 | 2008 | 2002 |
| ------------------------ | ---- | ---- | ---- | ---- |
| Bürgerblock              | 7    | 9    | 5    | 4    |
| Freie Wählergemeinschaft | 5    | 3    | 3    | 2    |
| CSU/Freie Bürger         | −    | −    | 4    | 6    |

### Wappen und Flagge
Wappen
| Wappen von Markt Taschendorf | Blasonierung: „Geteilt; oben in Gold eine grüne Schalenwaage; unten schräg geteilt, oben Schwarz und unten geschacht von Silber und Rot.“ |
| Wappen von Markt Taschendorf | Wappenbegründung: Die Waage weist auf die bereits im 17. Jahrhundert nachgewiesenen Märkte, die für das Wirtschaftsleben im Gemeindegebiet von großer Bedeutung waren. In der unteren Hälfte steht das Wappen der Herren von Lentersheim, die als Schlossherren im Gemeindeteil Obersteinbach nachweisbar sind. Die Gemeinde führt seit 1975 dieses Wappen. |

Flagge
Die Gemeinde hat keine Gemeindeflagge.

## Wirtschaft und Infrastruktur

### Bildung
Markt Taschendorf ist Mitglied im Schulverband Scheinfeld.

### Struktur
Die Gemeinde ist landwirtschaftlich orientiert; in der zweiten Hälfte des 20. Jahrhunderts änderte sich durch neue Siedlungsgebiete der Charakter in Richtung Wohngemeinde. Auch das mittelständische Handwerk und der Fremdenverkehr spielen eine Rolle.

### Verkehr
Durch Markt Taschendorf verläuft die Staatsstraße 2417, die nach Frankfurt (3,1 km südwestlich) bzw. nach Hombeer führt (2 km östlich). Kreisstraße NEA 9 führt nach Obertaschendorf (1,2 km nordwestlich), die NEA 7 nach Kirchrimbach (2,9 km nördlich).

## Söhne und Töchter der Gemeinde
- Johann Samuel Wiesner (1723–1780), evangelischer Theologe, Pädagoge und Orientalist
- Johann Oeder (1893–), Verwaltungsbeamter und Landrat, geboren in Frankfurt
- Erich Häußer (1930–1999), Jurist
- Hans Pfeifer (1934–2019), Klarinettist und Professor für Klarinette